# Bridge (студия)
Bridge Ltd. (яп. 株式会社ブリッジ Кабусики-гайся Буриддзи) — японская аниме-студия, основанная в 2007 году телекоммуникационной компанией Bandai Namco Holdings Ltd. Студия Bridge известна по таким аниме-сериалам, как Shaman King (2021–2022), Fairy Tail (совместно с A-1 Pictures, эпизоды 176–277) (2014–2016) и The Seven Heavenly Virtues (2018). Всего на май 2023 года у студии насчитывается 26 работ. Компания сотрудничает с организациями Aniplex, Toei Animation и A-1 Pictures.

## Факты
- Компания Bridge Ltd. была основана в 2007 году как дочерняя компания телекоммуникационной компании Bandai Namco Holdings Ltd. и работает под эгидой Bandai Namco Live Creative.
- Студия находится в Сугинами, Токио, Япония.
- Bridge Ltd. участвовала в производстве различных аниме-сериалов в разных жанрах. Компания сотрудничала с известными анимационными студиями и продюсерскими компаниями, чтобы воплотить эти проекты в жизнь.
- Некоторые известные аниме-сериалы, выпущенные Bridge Ltd., включают «Трёхцветные Звёздочки», «Выживший Дьявол 2», «Хвост Феи» и «Королевский наставник».
- Bridge Ltd. также внесла свой вклад в производство аниме-фильмов. Компания приняла участие в производстве анимационного фильма «Сказка о Хвосте Феи: Плач Дракона», основанного на популярной франшизе «Хвост Феи».
- Студия известна своим характерным художественным стилем и вниманием к деталям в своих анимационных проектах.
- Хотя Bridge Ltd. работала над различными аниме-сериалами и фильмами, они, возможно, не так широко известны, как некоторые крупные анимационные студии в Японии.

## История
Bridge Ltd. была основана в 2007 году, что делает ее относительно молодой анимационной студией. Начало студии было положено сотрудниками Sunrise, которые создали 6-ю дочернюю студию, Bridge, во время производства популярного аниме Sgt. Frog. Компания позже была включена в крупный японский развлекательный конгломерат, Bandai Namco Holdings Ltd., известный своим участием в различных сферах, включая видеоигры, игрушки и медиа. Bridge Ltd. расширило Bandai Namco в индустрии аниме. 
В первые годы своего существования Bridge Ltd. сотрудничала с другими анимационными студиями и продюсерскими компаниями для работы над аниме-сериалами и фильмами. Они получили признание за свой вклад в такие популярные сериалы, как «Хвост Феи» и «Выживший Дьявол 2». Эти проекты помогли Bridge Ltd. закрепиться в аниме-индустрии и продемонстрировали их возможности в области анимации.
Со временем Bridge Ltd. продолжала браться за новые проекты и расширять свой портфель. Они работали над разнообразными аниме-сериалами, исследуя разные жанры и стили. Их участие в производстве «Трёхцветные Звёздочки», комедийного сериала о жизни, еще больше подчеркнуло их способность использовать различные подходы к повествованию.
Хотя конкретные подробности о внутренней истории и основных этапах деятельности студии могут быть недоступны, Bridge Ltd. неуклонно укрепляла свою репутацию благодаря сотрудничеству и вкладу в аниме-индустрию. Они продолжают участвовать в производстве аниме-сериалов и фильмов, внося свой вклад в богатый ландшафт японской анимации.

## Аниме
- «Отвязная троица» (2010)
- «Отвязная троица» [ТВ-2] (2011)
- Devil Survivor 2: The Animation (2013)
- Nobunagun (2014)
- Fairy Tail (совместно с A-1 Pictures, эпизоды 176–277) (2014–2016)
- Saint Seiya: Soul of Gold (совместно с Toei Animation) (2015)
- Fairy Tail Zero (2016)
- Seisen Cerberus: Ryūkoku no Fatalite (2016)
- Shōnen Ashibe GO! GO! Goma-chan (2016–2017)
- The Royal Tutor (2017)
- The Seven Heavenly Virtues (2018)
- Talentless Nana (2020)
- Eiga Jewelpet Sweets Dance Princess (2012)
- Pretty Rhythm: Aurora Dream (2011)
- Yu☆Gi☆Oh!: Sevens (2020)
- Shaman King (2021–2022)
- Yu☆Gi☆Oh!: Go Rush!! (2022)
- Pont Qiao Booth (2020-2021)
- Muhyo& Roji's Bureau of Supernatural Investigation (2018 - )

## OVA/ONA
- Valkyria Chronicles (2011)
- Ichigeki Sacchuu!! Hoihoi-san: Legacy (2012)

## Полнометражные фильмы
- Keroro Gunsou (фильм третий) (2008)
- Keroro Gunsou (фильм четвертый) (2009)
- Keroro Gunsou (фильм пятый) (2010)

## Персонал

### Аниматоры и режиссеры
- Нобухиро Кондо (режиссёр)
- Масахико Итодзима
- Такахико Кёгоку
- Кенъити Такасэ
- Дзёдзи Фурута
- Юуки Моримото
- Кенъити Ватанабэ

### Производство
- Тиэо Оохаси (представительский директор)
- Котаро Накаяма
- Кимиха Макино
- Хироси Иидзима
- Такаси Игути
- Ёити Ватанабэ

## Примечание
1. ↑  WORKS（制作実績）｜ 株式会社ブリッジ | Bridge Inc. www.bridge-inc.co.jp. Дата обращения: 19 мая 2023. Архивировано 28 марта 2023 года.
2. ↑  COMPANY（会社概要）｜ 株式会社ブリッジ | Bridge Inc. www.bridge-inc.co.jp. Дата обращения: 19 мая 2021. Архивировано 8 февраля 2021 года.
3. ↑  History page http://www.bridge-inc.co.jp/company/ Архивная копия от 8 февраля 2021 на Wayback Machine